# Lomba de São Pedro
Lomba de São Pedro é uma freguesia do município da Ribeira Grande, ilha de São Miguel, Região Autónoma dos Açores, com 6,99 km² de área e 348 habitantes (censo de 2021). A sua densidade populacional é 49,8 hab./km².
A principal atividade económica é a agricultura. Tem costa no Oceano Atlântico a norte e montanhas a sul.
A freguesia foi criada a 15 de setembro de 1980 em território anteriormente pertencente a Fenais da Ajuda.
A sua toponímica deve-se à sua configuração geográfica, situada no dorso ou lomba de uma encosta entre duas ravinas, e ao nome do seu santo padroeiro, São Pedro.

## História
Lomba de São Pedro era um antigo lugar pertencente aos Fenais d'Ajuda, sendo elevado à categoria de freguesia pelo Decreto Regional n.º 24/80/A, de 15 de Setembro de 1980.
A freguesia da Lomba de São Pedro é a localidade mais distante e menos populosa do concelho de Ribeira Grande. A sua fundação perde-se na bruma do tempo, até mesmo Gaspar Frutuoso, no segundo volume das "Saudades da Terra", não lhe faz nenhuma referência.

## Património
A Igreja Paroquial desta freguesia tem como orago São Pedro, tendo sido construída no século XIX sobre uma ermida da mesma evocação, mandada construir pela família do Dr. José Maria.
O interior do templo possui uma imagem de São Pedro, doada por António José de Lima, de grande valor artístico e histórico. Destaca-se, ainda, o arco da capela-mor, forrado a talha dourada e ostentando as armas reais portuguesas.

## Demografia
A população registada nos censos foi:
| Distribuição da População por Grupos Etários | Distribuição da População por Grupos Etários | Distribuição da População por Grupos Etários | Distribuição da População por Grupos Etários | Distribuição da População por Grupos Etários |
| -------------------------------------------- | -------------------------------------------- | -------------------------------------------- | -------------------------------------------- | -------------------------------------------- |
| Ano                                          | 0-14 Anos                                    | 15-24 Anos                                   | 25-64 Anos                                   | > 65 Anos                                    |
| 2001                                         | 70                                           | 50                                           | 148                                          | 41                                           |
| 2011                                         | 49                                           | 44                                           | 147                                          | 44                                           |
| 2021                                         | 73                                           | 42                                           | 190                                          | 43                                           |

## Cultura
- Festa de São Pedro - Primeiro Domingo de Agosto

## Freguesias próximas
- Achadinha
- Lomba da Maia